# Bene Berak (stacja kolejowa)
Bene Berak (hebr.: בני ברק) – główna stacja kolejowa w Bene Berak, w Izraelu. Jest obsługiwana przez Rakewet Jisra’el.
Stacja znajduje się w północnej części miasta Bene Berak. Tuż przy dworcu kolejowym jest stadion piłkarski Ramat Gan oraz centrum handlowe Ayalon Mall. Dworzec jest przystosowany dla osób niepełnosprawnych.

## Połączenia
Pociągi z Bene Berak jadą do Lod, Tel Awiwu, Petach Tikwa, Kefar Sawy i Riszon le-Cijjon.